# Samuel Gottfried Borsche
Samuel Gottfried Borsche (* 19. November 1767 in Tangermünde; † 19. März 1821 in Berlin) war ein preußischer und westphälischer Beamter sowie Staatsrat.

## Leben
Samuel Gottfried Borsche war das zweitjüngste von acht Kindern des Kaufmanns, Brauers und Schiffers Johann Joachim Borsch und dessen Frau Katharina Luise Kütze. Beide Elternteile stammten aus angesehenen Brauereifamilien in Stendal und Mittelsdorf im ernestinischen Herzogtum Sachsen-Gotha-Altenburg. Der Vater besaß eine englische Bierbrauerei in Tangermünde, wo Borsche bis zu seinem 14. Lebensjahr zur Schule ging.
Im Frühjahr 1783 wechselte Borsche auf die Klosterschule Unser Lieben Frauen in Magdeburg. Dort zeigte er besonderes Interesse und Talent für die altgriechische Sprache. Am 28. April 1785 ging er an die Friedrichs-Universität Halle, um Evangelische Theologie, Philosophie und Philologie zu studieren. Dieses Studium brach er drei Jahre später ab und machte nach längeren Aufenthalten in Züllichau und Berlin Anfang der 1790er Jahre einen juristischen Kursus beim späteren preußischen Kammergerichtsrat Johann Friedrich Köhler. Er ging am 23. April 1793 nach Erlangen und studierte Recht und Kameralistik. Bei den Erlanger Westfalen knüpfte er zahlreiche Kontakte und Freundschaften mit späteren preußischen Staatsreformern und hohen Verwaltungsbeamten. Dazu zählten Ludwig Freiherr von Vincke, Friedrich von Motz und Friedrich von Bassewitz. Mit Ludwig von Vincke verband Borsche bis zu seinem Tod eine enge Freundschaft und ein reger Briefwechsel. Er hatte großen Anteil an Borsches Entscheidung, nach dem Studium in die preußische Zivil- und Finanzverwaltung zu treten.
Am 13. Januar 1798 wurde Borsche Assessor bei der Kurmärkischen Kriegs- und Domänenkammer. Er gab noch im selben Jahr den Posten auf und nahm das Angebot einer Assessorenstelle bei der 1794 neu gegründeten Kriegs- und Domänenkammer in Plock in Neuostpreußen an. Leiter der Kammer war der Geheime Staatsrat und Minister für Ostpreußen Friedrich Leopold von Schrötter. Borsche klagte während dieser Zeit beständig über die Kulturlosigkeit der Umgebung und die Eintönigkeit des Dienstes. Er nahm auf Anraten des preußischen Ministers Friedrich Ferdinand Alexander zu Dohna-Schlobitten 1801/1802 in Berlin als neu bestallter Kriegs- und Domänenrat ein Dezernat für die Leitung der Altmark an und arbeitete von dort aus für die Kammer in Neuostpreußen. Im Juni 1802 wurde Borsche in die Hauptorganisationskommission berufen, die Preußen im Vorfeld des Reichsdeputationshauptschlusses für die vom Reich zugesprochenen Entschädigungsgebiete errichtet hatte, die es für seine Verluste auf dem linken Rheinufer erhalten sollte. Der preußische Staat hatte im Vorfeld des Beschlusses die Gebiete widerrechtlich besetzt. Zusammen mit Friedrich von Bassewitz und dem Kammergerichtsrat Schultz war er für den Aufbau der neuen Kriegs- und Domänenkammer Erfurt-Eichsfeld in Heiligenstadt und Erfurt zuständig. Ende des Jahres 1803 wurde Borsche Direktor der Kammer. Die Geschäfte lagen hauptsächlich ihm alleine ob, da der zuständige Präsident Christian Wilhelm Dohm oft auf Reisen war. Borsche leitete die Kammer bis zur Besetzung der Region durch französische Invasionstruppen nach dem Frieden von Tilsit, in dem am 7. bis 9. Juli Napoleon Bonaparte und Zar Alexander I. die Herabstufung des preußischen Großmachtstatus und die territoriale Dezimierung Preußens auf weniger als die Hälfte seines Staatsgebietes festschrieben. Borsche wurde wegen angeblicher oppositioneller Gesinnung vom Intendanten der französischen Übergangsregierung im Frühjahr 1807 inhaftiert. Nachdem seine Frau und der befreundete Friedrich von Motz seine Freilassung erwirkt hatten, schlug ihn der Kammerpräsident Christian Konrad Wilhelm Dohm für die Leitung der Präfektur im Departement des Harzes des neu gegründeten Königreichs Westphalen vor. Annähernd das gesamte Personal der Erfurt-Eichsfeldischen Kriegs- und Domänenkammer blieb mit Borsche im Amt.
Am 7. Mai 1809 verließ Borsche den Posten als Präfekt und zog am 26. Mai von Heiligenstadt nach Berlin, wo ihm Ludwig von Vincke durch Fürsprache ein Stellenangebot bei der preußischen Regierung verschaffte. Am 24. Juni 1809 wurde er Vizepräsident der Pommerschen Regierung in Stargrad und am 7. März 1810 wurde er Staatsrat für die allgemeine Polizei in Berlin. In Berlin beteiligte er sich an der Preußischen Reformgesetzgebung in der Zivilverwaltung und wurde vom Staatskanzler Karl August von Hardenberg am 31. Oktober 1810 zum Direktor der Domänen- und Forstverwaltung im preußischen Finanzministerium ernannt. Dieses Amt führte er bis zu seinem Tode. Am 30. März 1820 ernannte ihn die preußische Regierung zudem als Mitglied des neuen Staatsrats in der Sektion Handelsangelegenheit für Finanzen und Inneres.
Borsche heiratete mit 36 Jahren Amalie, die zweite Tochter des Berliner Kammerdirektors des Johanniterordens Friedrich Heinrich Stubenrauch. Aus der Ehe gingen bis zum Tod Amalies 7 Kinder hervor. Kurz nach dem Kauf eines Hauses in der Oranienburger Straße 37 in Berlin, verstarb Amalie Stubenrauch am 19. November 1817 und Borsche heiratete am 12. Juli 1818 ihre Schwester Wilhelmine und kaufte Ende des Jahres 1820 zwei Güter in Pommern. Am 19. März 1821 erlag er in Berlin nach kurzer Krankheit einem Schlaganfall.
Borsche plante vor seiner Berufung zum Direktor der Erfurt-Eichsfeldischen Kriegs- und Domänenkammer öfter, nach Amerika auszuwandern und besaß bis 1800 Anteile an einem amerikanischen Kupferbergwerk.

## Ehrungen
Borsches zweite Frau ließ 1823 auf eigene Kosten beim Bildhauer Friedrich Tieck eine Marmorbüste anfertigen und zum Gedenken an ihren Mann im preußischen Finanzministerium aufstellen.